# الوحش (فلم 2020)
الوحش (بالإيطالية: La belva) فيلم دراما، وأكشن، وجريمة ايطالي لعام 2020 من إخراج لودوفيكو دي مارتينو، عن قصة للكاتب أندريا باريس، وكتب السيناريو مخرج الفيلم بمعاونة كلوديا دي أنجليس، ونيكولا رافيرا. قام بالبطولة فابريزيو جيفوني، ولينو موسيلا، ومونيكا بيسيدو. الفيلم يدور عن محارب قديم غير مستقر نفسياً، يحاول إنقاذ ابنته المخطوفة ويطلق العنان للوحش داخل نفسه أثناء سعيه. صدر الفيلم في الولايات المتحدة في 27 نوفمبر 2020، وقامت شركة نتفليكس بالتوزيع.

## طاقم التمثيل
فابريزيو جيفوني: في دور ليونيدا ريفا
لينو موسيلا: في دور أنطونيو سيمونيتي
مونيكا بيسيدو: في دور أنجيلا
أندريا بيناتشي: في دور موزارت
إيمانويل لينفاتي: في دور ماتيا ريفا
جيادا جالياردي: في دور تيريزا ريفا
أندريه نوفا: في دور إيفان
بالاشتراك مع: نيكولو غالاسو - جياكومو كولافيتو - جيانماركو فيتوري - ماتيو بيراردينيلي.

## ملخص أحداث الفيلم
يستيقظ ليونيدا ريفا (فابريزيو جيفوني)، الجندي المتقاعد، وهو في حالة اعياء، ويتناول دواء بجوار فراشه. يجلس ليونيدا إلى طبيبته وهو يطلب منها زيادة جرعة الدواء، ولا يستمع لنصائحها. يتابع ليونيدا إبنته الصغيرة وهي تلعب مع زميلاتها، ويعجب وهو يجد أبنه البالغ هو من يقوم بتدريب فريق الصغيرة.
تتوالى لمحات من الماضي، ونجد الجندي ليونيدا يعاني من الأسر في يد الأعداء، وتعذيبه للحصول على معلومات هامة. يقابل ليونيدا زوجته التي لا ترحب به كثيراً. يصطحب الابن في سيارته شقيقته الصغيرة التي تسأل عن الوالد، ويتهرب من سؤالها الشاب، ويأخذها لتناول وجبة سريعة، ويتركها للحوار الجانبي مع أصدقائه، ويعود ليجدها وقد تم اختطافها. يسارع ليونيدا إلى البحث عن الخاطفين، وفي سبيل ذلك يقتل من يعترض طريقه. يصبح ليونيدا مطارد من الشرطة، وحيثما يذهب، يترك خلفه الجثث. تتوالى الأحداث بين العنف والرجوع إلى لمحات الماضي ومعاناته.

## استقبال الفيلم
كتب فرانسيسكو كاربوني على موقع «سيناس دو سينما» البرتغالي: «إذا كانت النية متجهة إلى قضاء وقت المتفرج الذي يبحث عن فيلم سريع يجعل المشاعر رخيصة ومتقلبة. إذا كان هذا هو طلبك اليوم، فإن» الوحش«يقوم بذلك».
كتبت إيفا موليروفا على الموقع التشيكي البساط الأحمر: «ربما كان المخرج لودوفيكو دي مارتينو ينوي جعل حبكة الفيلم، التي تم الترويج لها لسنوات، أفضل، لكن» الوحش«لا يزال فيلمًا غير أصلي بحيث لا يمكن اعتباره محاولة قوية»، ومنحت الفيلم نجمتين من أصل خمسة نجوم.
كتب موقع كومن سينس ميديا: «على الرغم من العديد من الكليشيهات وأفلام الحركة، فإن» الوحش«ممتع لما هو عليه كفيلم أكشن، على الرغم من افتقاره التام للمفاجأة، وبمجرد أن يبدأ، لا يلين، وبالتالي لا يوجد ما يكفي من وقت للتفكير في مقدار استعارة هذا الفيلم من أفلام الحركة في ربع القرن الماضي»، ومنح الفيلم ثلاثة نجوم من أصل خمسة.
كتب شيخار أغراوال على موقع «ديجيتال مافيا توكيز»: «فيلم درامي جذاب، يأخذ اهتمامك، ومع ذلك، كان لديه إمكانات أكبر بكثير، فقط إذا تم وضع مثل هذه الشخصية النابضة بالحياة في سرد أفضل، ومع ذلك، فإن الفيلم يمكن مشاهدته ولا يتحول إلى رتابة أو تكرار. إنه مصمم بشكل أنيق ومصنوع بشكل جيد».

## روابط خارجية
- الوحش على موقع IMDb (الإنجليزية)
- الوحش على موقع نتفليكس (الإنجليزية)
- الوحش على موقع ألو سيني (الفرنسية)
- الوحش على موقع قاعدة بيانات الفيلم (الإنجليزية)
- الوحش على موقع ليتربوكسد (الإنجليزية)
- الوحش على موقع كينوبويسك (الروسية)